# Casbia pallens
Casbia pallens là một loài bướm đêm trong họ Geometridae.